# Jennifer Chieng
Jennifer Chieng (29 aprile 1986) è una pugile micronesiana.

## Biografia
Ha vinto la medaglia d'oro ai Giochi del Pacifico nella categoria dei pesi leggeri nel 2015 e ha bissato il successo nel 2019.
Ha partecipato ai Giochi olimpici di Rio de Janeiro 2016 dove è stata portabandiera per il suo paese alla cerimonia di apertura. Nel torneo dei pesi leggeri è stata eliminata al primo turno dalla statunitense Mikaela Mayer.

## Palmarès
| Anno | Manifestazione      | Sede           | Evento       | Risultato        | Prestazione | Note  |
| ---- | ------------------- | -------------- | ------------ | ---------------- | ----------- | ----- |
| 2015 | Giochi del Pacifico | Port Moresby   | Pesi leggeri | Oro              |             |       |
| 2016 | Giochi olimpici     | Rio de Janeiro | Pesi leggeri | Ottavi di finale |             | [ 1 ] |
| 2019 | Giochi del Pacifico | Apia           | Pesi leggeri | Oro              |             |       |